# Ellenbogengesellschaft
Ellenbogengesellschaft — четвёртый студийный альбом австрийского пост-блэк-метал-проекта Ellende, выпущенный 30 сентября 2022 года на лейбле AOP Records.

## История
30 июня 2022 года проект анонсировал выход четвёртого студийного альбома, получившего название Ellenbogengesellschaft. Тогда же стал известен треклист альбома и дата выхода — 30 сентября 2022 года. Сведение и мастеринг выполнил Маркус Шток в студии Klangschmiede Studio E.
27 июля 2022 года вышел сингл «Abschied». Режиссёром клипа выступил Оливер Кёниг. Главные роли исполнили Елена Росберг и Вольфрам Херман-Хублер. Создатель проекта, Лукас Гош, комментирует: «Я очень счастлив и горд, что после многих лет работы выйдет новый студийный альбом. Вместе с Маркусом Штоком и Klangschmiede Studio E мы смогли создать одну из наших самых амбициозных пластинок на сегодняшний день, содержащую несколько свежих элементов, но в то же время остающуюся верной тому, чем являются Ellende и к чему мы всегда стремились. Спасибо всем причастным и удачи в этом путешествии».
1 сентября был выпущен второй сингл, получивший название «Ruhelos». Гостевую партию вокала в треке исполнил J.J., известный по проектам Karg и Harakiri for the Sky.
Третий сингл «Freier Fall» вышел 15 сентября.
Релиз альбома состоялся 30 сентября 2022 года на лейбле AOP Records.

## Список композиций
| №                   | Название            | Длительность |
| ------------------- | ------------------- | ------------ |
| 1.                  | «Ich Bin»           | 2:17         |
| 2.                  | «Unsterblich»       | 7:39         |
| 3.                  | «Ruhelos»           | 7:22         |
| 4.                  | «Hand Aufs Herz»    | 8:05         |
| 5.                  | «Someday»           | 5:27         |
| 6.                  | «Freier Fall»       | 5:34         |
| 7.                  | «Abschied»          | 6:12         |
| 8.                  | «Verletzlich»       | 6:13         |
| Общая длительность: | Общая длительность: | 48:49        |

## Участники записи
- Лукас Гош — все инструменты, вокал, обложка

### Сессионные музыканты
- P.F — ударные

### Приглашённые музыканты
- J.J. (Harakiri for the Sky, Karg) — вокал (трек 3)